# Елвуд (Индијана)
Елвуд (енгл. Elwood) град је у америчкој савезној држави Индијана.

## Демографија
По попису из 2010. године број становника је 8.614, што је 1.123 (-11,5%) становника мање него 2000. године.
| Група             | 2000.         | 2010.         |
| Белци             | 9.491 (97,5%) | 8.162 (94,8%) |
| Афроамериканци    | 5 (0,1%)      | 18 (0,2%)     |
| Азијати           | 24 (0,2%)     | 30 (0,3%)     |
| Хиспаноамериканци | 160 (1,6%)    | 286 (3,3%)    |
| Укупно            | 9.737         | 8.614         |